# Comino (isola)

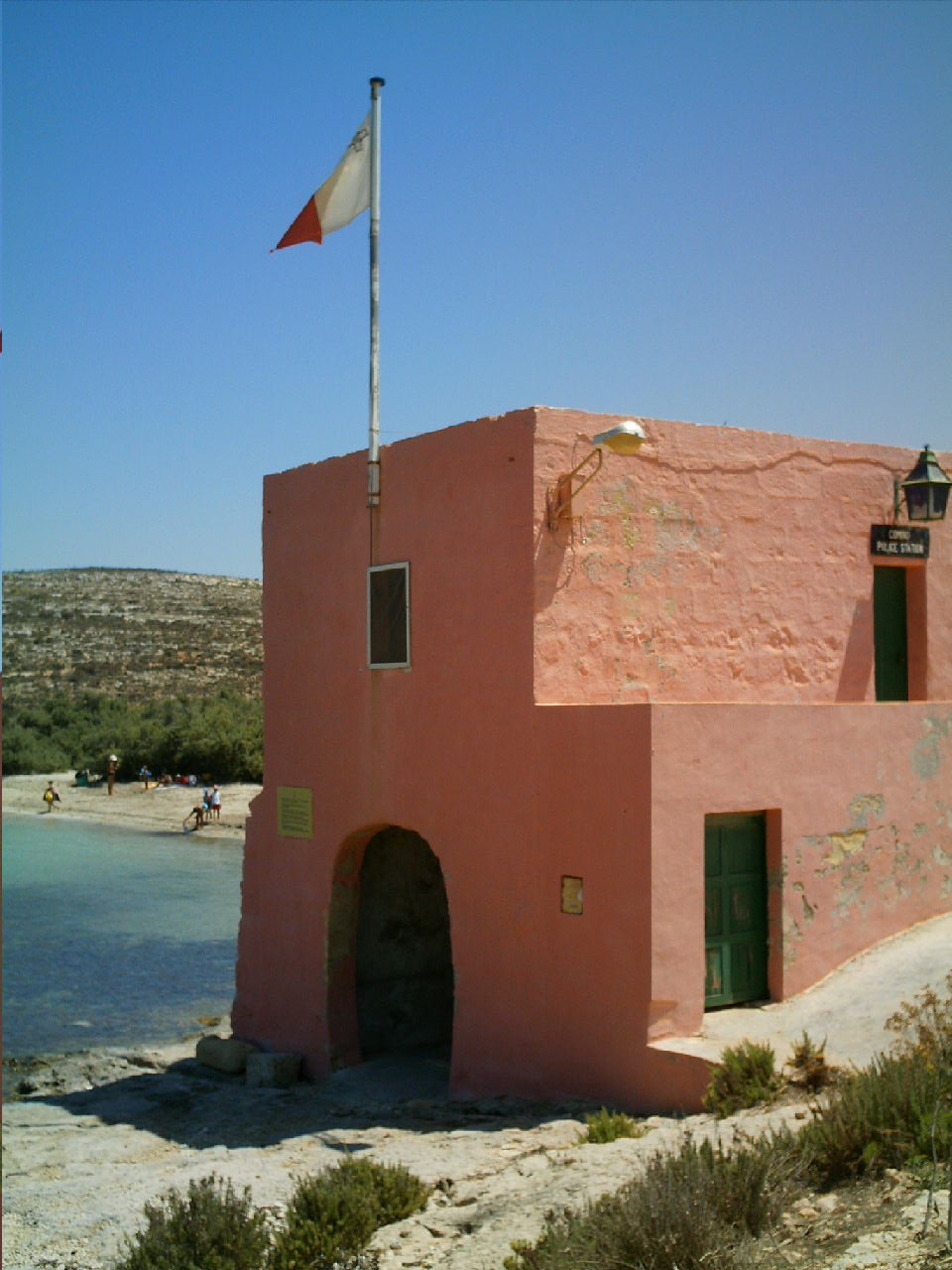
La stazione della Polizia di Comino

Comino (in maltese Kemmuna) è una delle isole dell'arcipelago delle Isole Calipsee; si trova nel canale di Gozo, tra l'isola di Malta e quella di Gozo nel Mar Mediterraneo.
L'isola ha un'estensione di 3,5 km² e deve il suo nome al cumino, il finocchio selvatico chiamato kemmuna in maltese,  una delle poche piante che un tempo riusciva a crescere sul suolo arido. Secondo altre fonti, invece, il nome deriverebbe dall'arabo kimeni, che vuol dire adiacente, data la sua posizione fra Malta e Gozo. In antichità era conosciuta come Ephestia e qualche autore la chiama anche col nome di Lampas.
Comino è nota per la sua tranquillità e isolamento. Vi è stato costruito un albergo, ma la popolazione residente è di soli due abitanti. Un prete e un poliziotto fanno la spola dalla vicina isola di Gozo per le necessità degli abitanti e dei turisti estivi. Oggi Comino è una riserva faunistica per gli uccelli e amministrativamente è parte della municipalità di Għajnsielem che abbraccia parte del sudest di Gozo.

## Le bellezze naturali
Tra Comino e Cominotto si trova la Blue Lagoon (Laguna Blu o, in maltese Bejn il-kmiemen), una delle principali attrazioni turistiche dell'isola; la piccola baia è infatti rinomata per la sua acqua trasparente di un profondo colore blu e per la ricca fauna marina che la rende popolarissima per le immersioni subacquee. Nel 1993 il canale è stato chiuso alle imbarcazioni per fare in modo di preservare sia l'equilibrio ambientale che i frequentatori della laguna.

### La Torre di Santa Maria

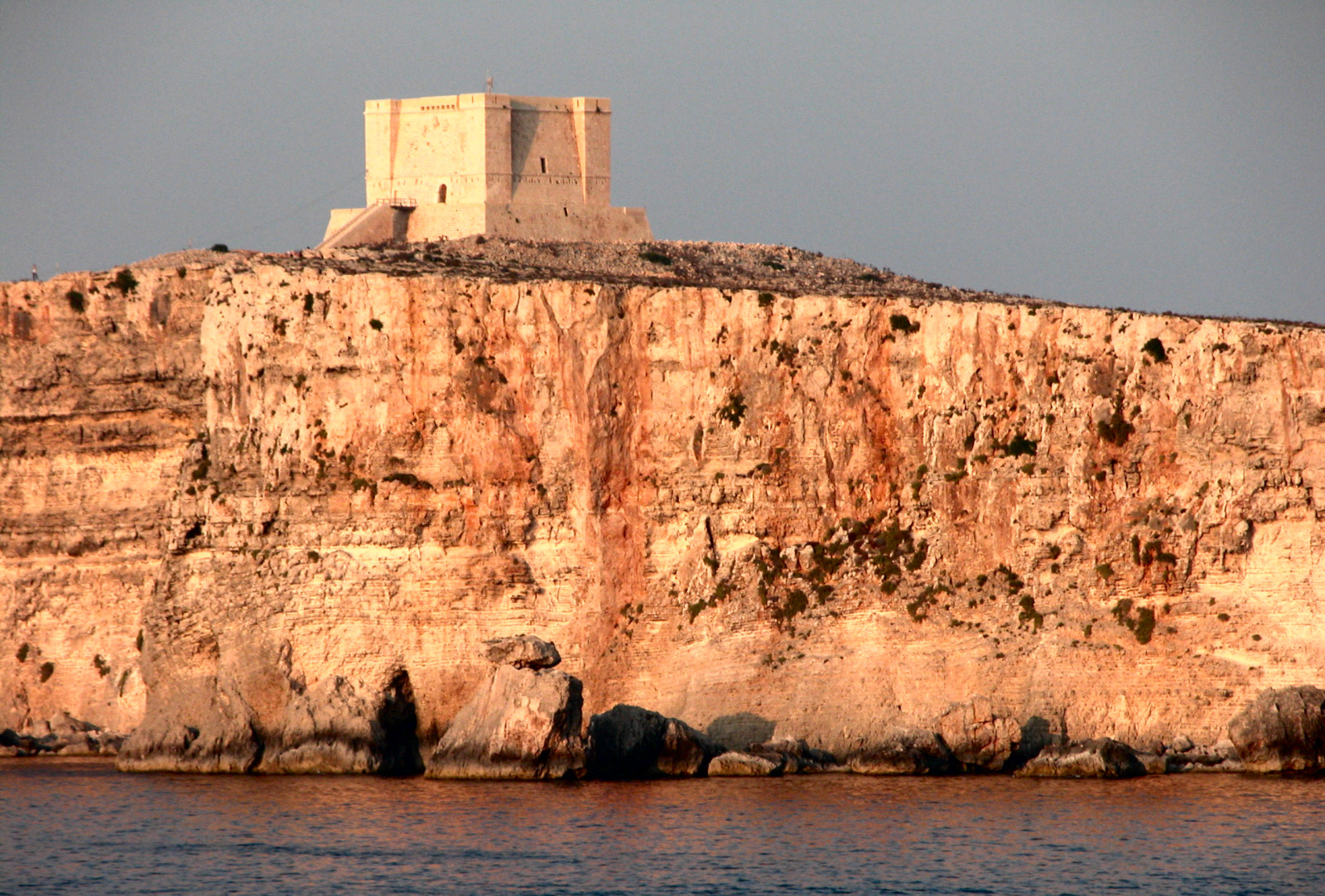
La Torre di Santa Maria

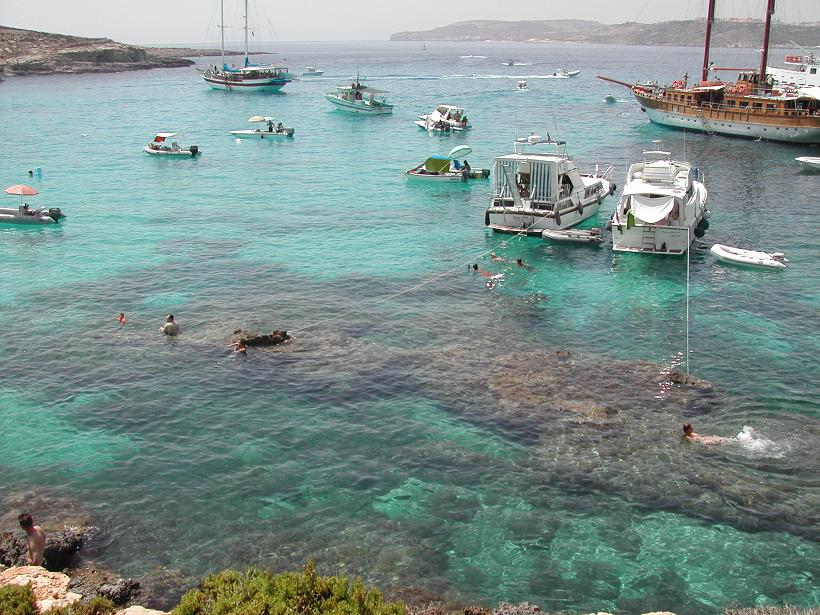
La Laguna Blu

Costruita dal Gran Maestro Alof de Wignacourt dei Cavalieri Ospitalieri nel 1618 la Torre di Santa Maria si trova tuttora nella parte sud-est dell'isola, in vista del porto di Ċirkewwa. Venne costruita, assieme alle altre torri, come punto d'osservazione in caso di invasioni.

## Letteratura
Nell'isola maltese di Comino, ove si rifugiò e morì, Abramo Abulafia compose il Sefer ha-Ot (Libro del segno) tra il 1285 e il 1288.